# Trente-six poétesses immortelles
Les trente-six poétesses éternelles (女房三十六歌仙, nyōbō sanjūrokkasen) est un groupe de poétesses remarquables du Japon, qui était entièrement composé de dames.
La compilation de la liste s'est faite au milieu de l'époque de Kamakura. Comme la plupart des poétesses n'étaient pas connues de leur vrai nom, elles étaient désignées par leur titre, celui de leur mari ou de leur père, ou encore par leurs relations de parenté (surnom).

## Les Trente-six poétesses immortelles
| 1. Ono no Komachi                 | 10. Kodai no Kimi             | 19. Shikishi Naishinnō              | 28. Go-Toba In no Shimotsuke       |
| 2. Dame Ise                       | 11. Murasaki Shikibu          | 20. Go-Toba In Kunai-kyō            | 29. Ben no Naishi                  |
| 3. Nakatsukasa                    | 12. Koshikibu no Naishi       | 21. Suō no Naishi                   | 30. Go-Fukakusa In no Shōshōnaishi |
| 4. Kishi Joō                      | 13. Ise no Taifu              | 22. Fujiwara no Toshinari no Musume | 31. Inpu Mon In no Daifu           |
| 5. Ukon (poétesse)                | 14. Sei Shōnagon              | 23. Taiken Mon In no Horikawa       | 32. Tsuchimikado In no Kosaishō    |
| 6. Fujiwara no Michitsuna no Haha | 15. Daini no Sanmi            | 24. Gishū Mon In no Tango           | 33. Hachijō In no Takakura         |
| 7. Uma no Naishi                  | 16. Takashina no Kishi        | 25. Kayō Mon In no Echizen          | 34. Fujiwara no Chikako            |
| 8. Akazome Emon                   | 17. Yūshi Naishinnō-ke no Kii | 26. Nijō-in no Sanuki               | 35. Shikiken Mon In no Mikushige   |
| 9. Izumi Shikibu                  | 18. Sagami                    | 27. Kojijū                          | 36. Sōheki Mon In no Shōshō        |

## Galerie

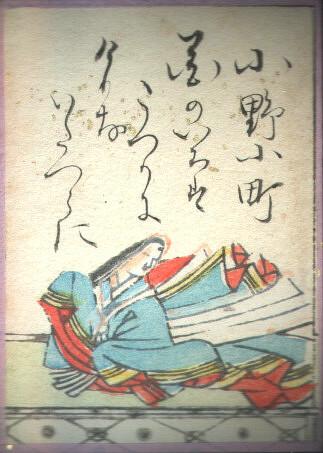
小野小町
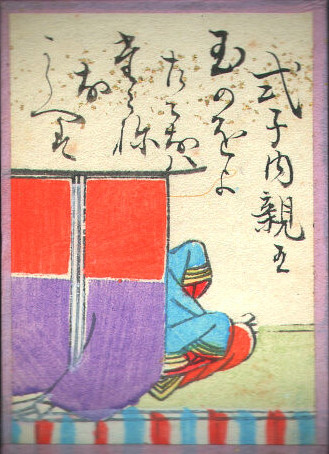
式子内親王
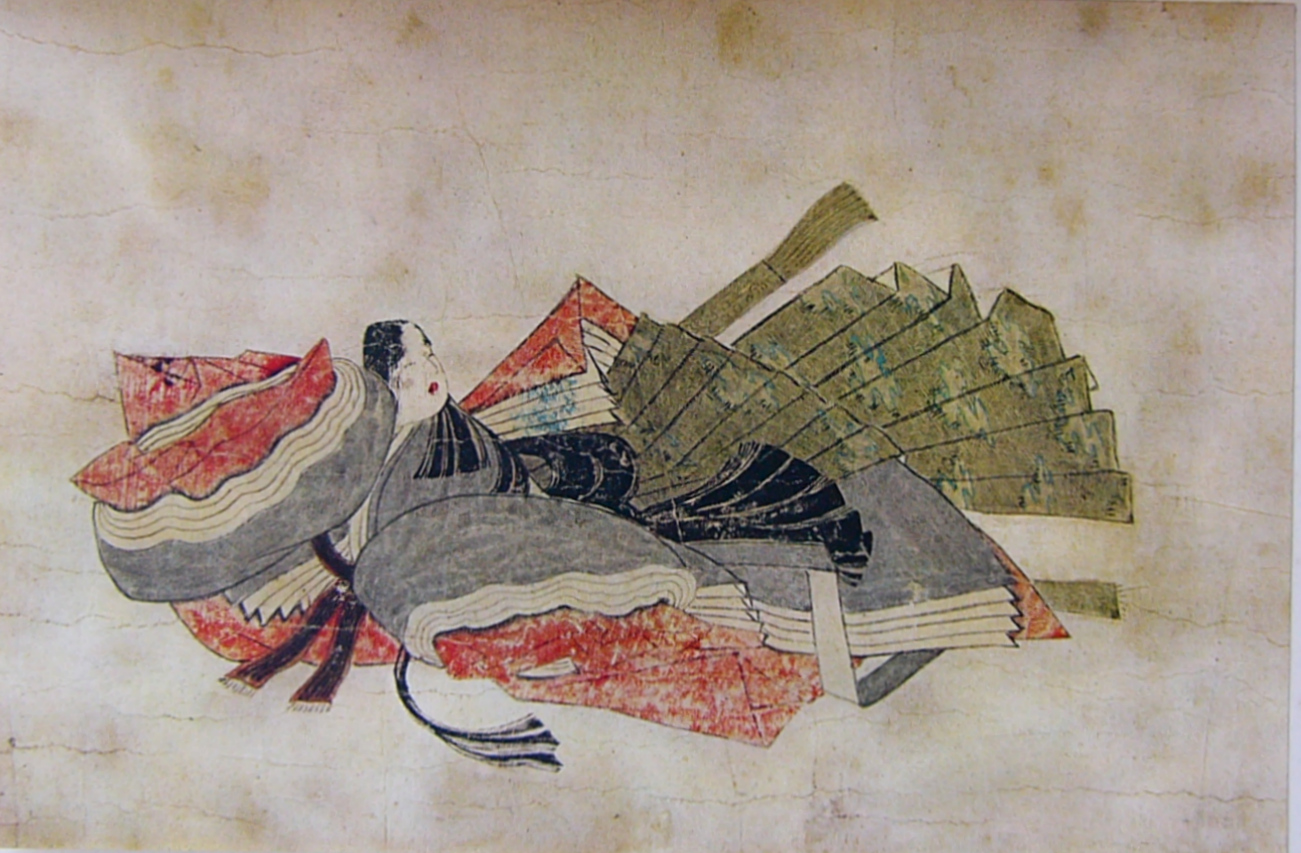
伊勢
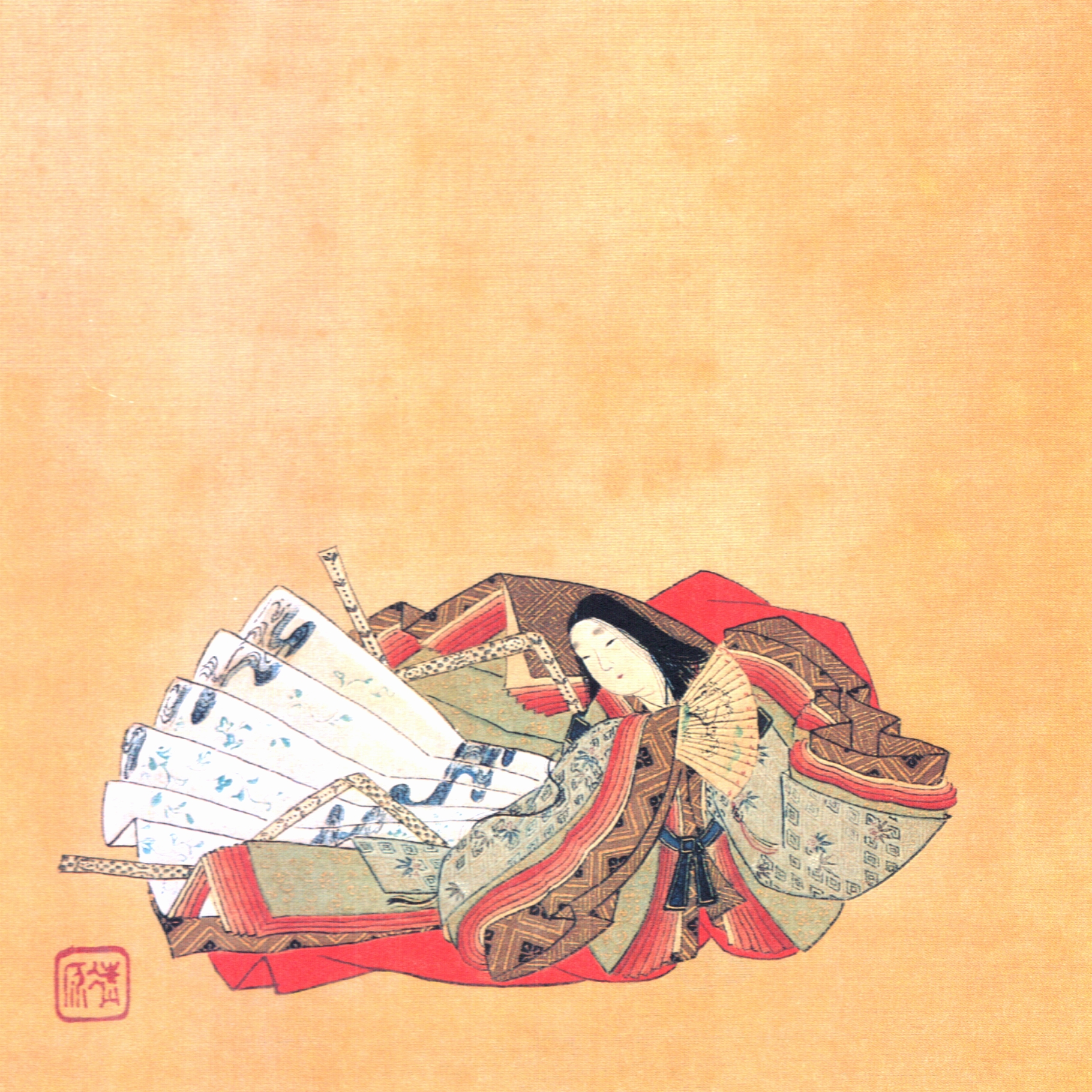
宮内卿
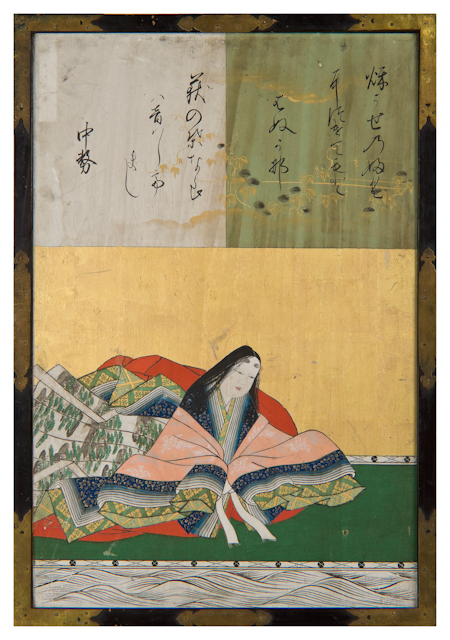
中務
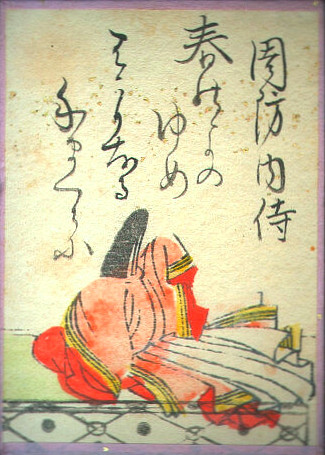
周防内侍
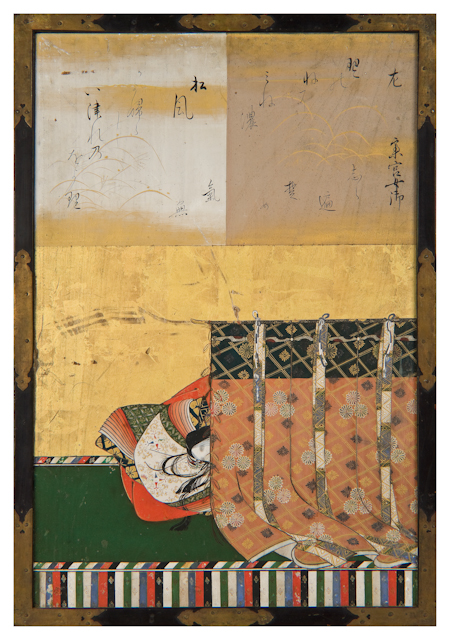
齋宮女御
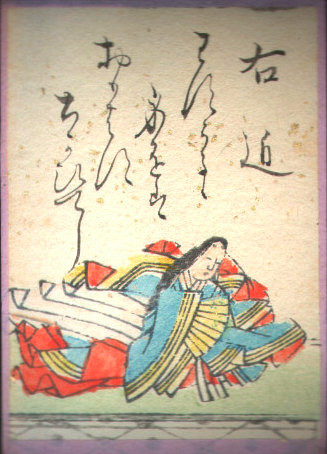
右近
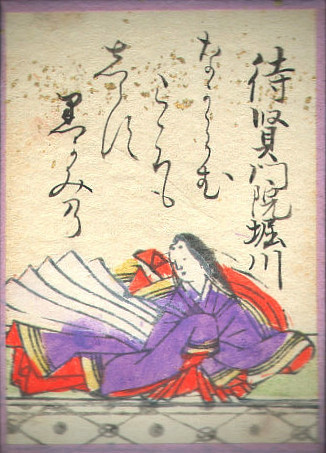
待賢門院堀河
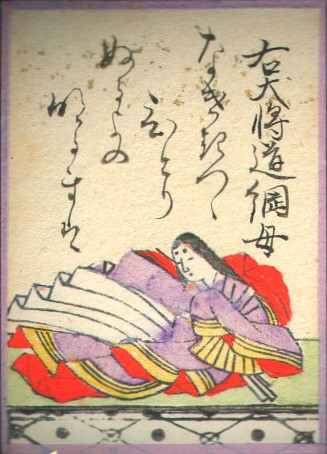
右大將道綱母
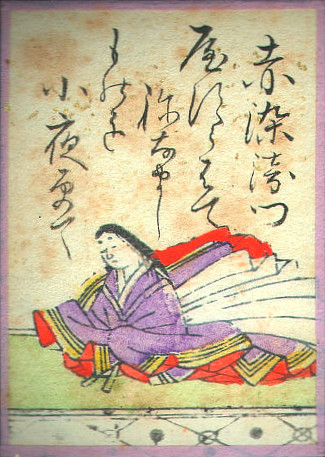
赤染衛門
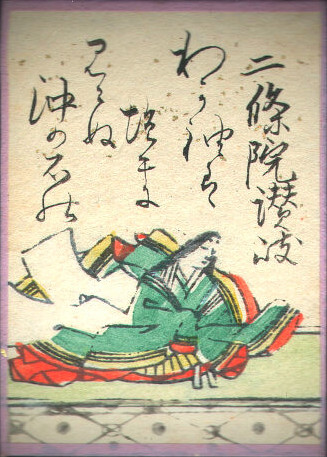
二條院讚岐
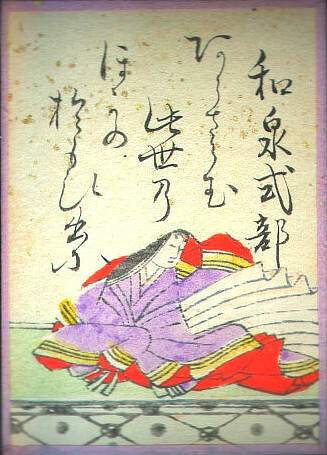
和泉式部
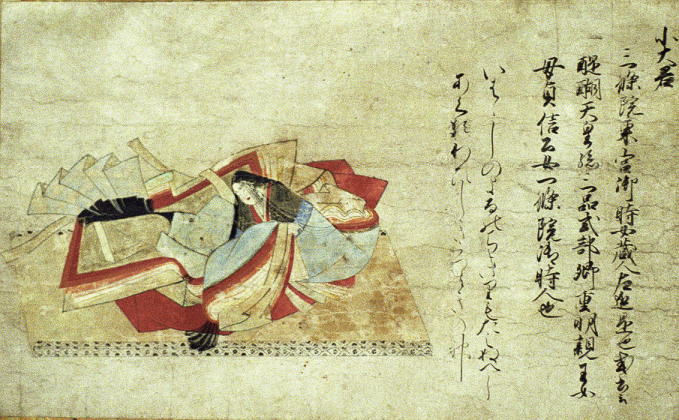
三條院女藏人左近
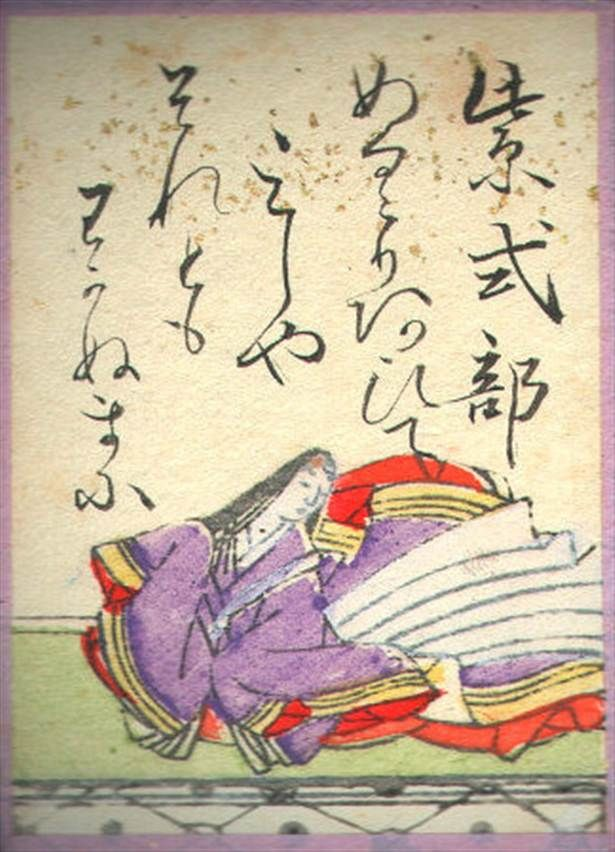
紫式部
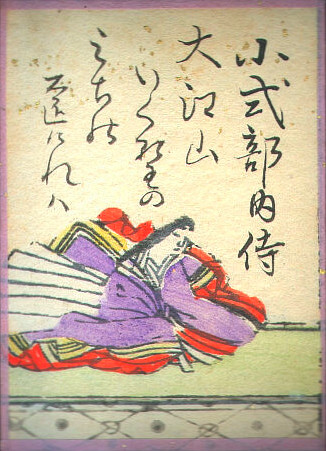
小式部内侍
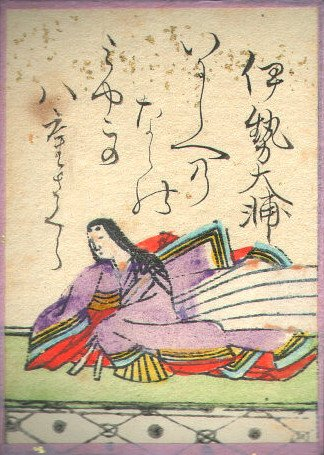
伊勢大輔
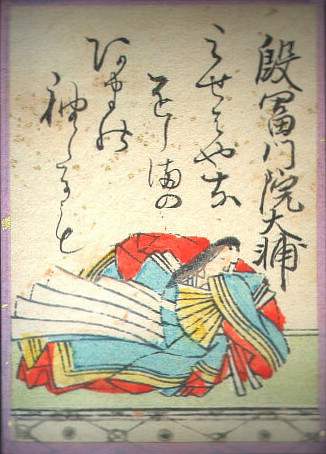
殷富門院大輔
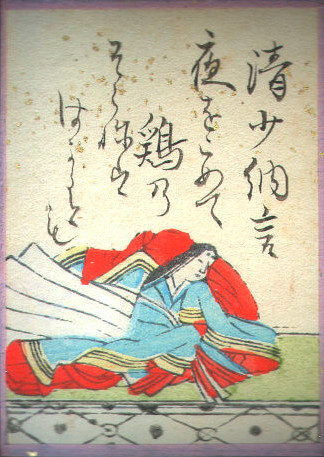
清少納言
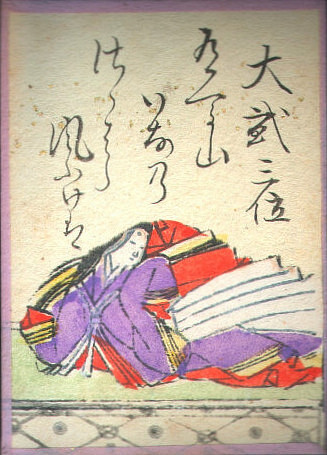
大弐三位
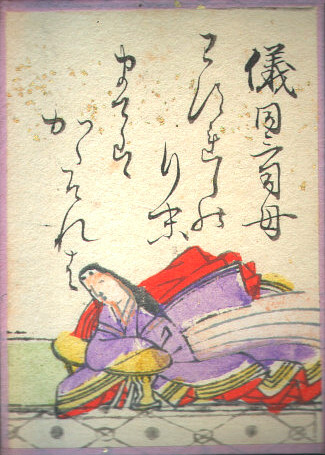
高内侍
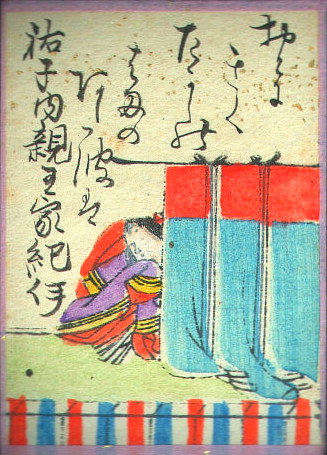
一宮紀伊
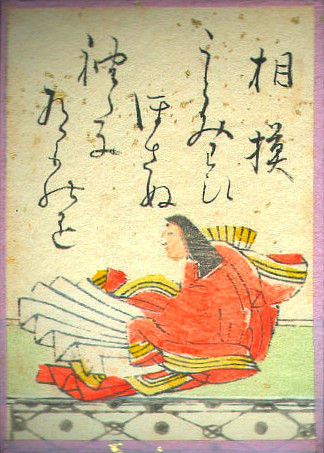
相模